# Stibaera curvilineata
Stibaera curvilineata là một loài bướm đêm trong họ Noctuidae.